# Peter Downsbrough
Peter Downsbrough (* 1940 in New Brunswick; † 10. August 2024 in Brüssel) war ein US-amerikanisch-belgischer Bildhauer, Fotograf und Konzeptkünstler.

## Leben und Werk
Peter Downsbrough wurde 1940 in New Jersey geboren und lebte in Brüssel.
In den frühen 1960er Jahren studierte Downsbrough Architektur und Kunst an der University of Cincinnati und der Cooper Union in New York City.
Seit 1972 Jahren nutzt er Bücher für die Präsentation seiner Werke (wie auch Robert Barry, Sol LeWitt, Edward Ruscha und Lawrence Weiner). Zunächst beschränkte Downsbrough sich auf Texte und Linien, später integrierte er auch Landkarten und Fotos städtischer Räume.
Peter Downsbrough arbeitete mit der Verbindung zwischen Architektur, Typografie und Sprachwissenschaft. Sein stark reduziertes Vokabular besteht aus kurzen und prägnanten Konjunktionen und Präpositionen wie: and, as, or, to, if, but, from, with, here, there, maar, op, en, et, ou, mais. Diese haben eine Doppelfunktion: Sie sind zum einen ikonografische Zeichen, die den Raum beschreiben und zum anderen geben sie dem Betrachter die Möglichkeit, sich von einem Gedanken zum Nächsten zu bewegen und eine Verbindung zwischen einzelnen Sätzen oder Satzteilen herzustellen. Downsbrough verwendete einige Verben und Substantive.

„Mit dem Wort nimmt man Teil an einem Dialog, einem Diskurs über dessen genaue Bedeutung ... Das Wort ist für mich ein Objekt. Es verfügt sowohl über eine exakte und eine schwer zu fassende Bedeutung. Ein Wort ist ein ganzes Universum, mit dem man sich auseinandersetzen muss. Dabei gibt es allerdings keine obligatorisch festgelegte Art der Deutung.“

Peter Downsbroughs Material besteht aus Buchstaben, Linien, Schnitten und Zwischenräumen.
In Innenräumen setzt er haftende Buchstaben ein, welche er an Wänden, Fußböden und/oder Decken platziert. Mit Klebeband gezogene, meist schwarze Linien, betonen architektonische Elemente. Metallrohre, die frei im Raum stehen und manchmal an der Wand angebracht sind, setzten Akzente.
Downsbroughs Skulpturen, Interventionen im öffentlichen Raum, bestehen aus horizontalen und vertikalen schwarzen Balken, auf die Worte oder Fragmente von Worten angeordnet sind.
Von räumlichen Rhythmen und linearer Geometrie sind auch Downsbroughs Schwarz-Weiß-Fotografien städtischer Umgebungen geprägt. Peter Downsbrough stellte außerdem Modellbauten, Videos und Zeichnungen her.
Peter Downsbrough wird von der Barbara Krakow Gallery in Boston, der GDM in Paris und der Galerie Thomas Zander in Köln vertreten.

## Ausstellungen
Auf der documenta 6 in Kassel, in der Wiener Secession, dem Palais des Beaux-Arts de Bruxelles, dem Museo Reina Sofía in Madrid und dem Musée d’art moderne et contemporain in Genf waren seine Werke zu sehen.
Downsbroughs Werke befinden sich in folgenden Sammlungen:
- Centre Georges Pompidou, Paris
- Musée d’art contemporain, Lyon
- Musée des Beaux-Arts (Dijon)
- Museum of Modern Art Library und New York Public Library in New York City
- Tate Gallery Library, London, England[7]

Werke im öffentlichen Raum sind in New York, Liège, Rennes, Nîmes, Łódź, Warschau, München und Brüssel aufgestellt.

## Bücher
Downsbrough veröffentlichte seit 1968 Künstlerbücher.
- Photographs. Verlag Imscoot, Gent, 1990, ISBN 90-72191-25-0.
- But Then. Verlag Le Grand Hornu, Boussu, 2012, ISBN 978-2-930368-53-5.
- Then Set. Verlag Centre des livres d’artiste – CDLA, Saint-Yrieix-la-Perche, 2015, ISBN 978-2-917393-05-5.